# Пінчук Григорій Павлович
Григорій Павлович Пінчук (1904, містечко Срібне Чернігівської губернії, тепер селище Срібне Чернігівської області — 1992, місто Київ) — український радянський і компартійний діяч, депутат Верховної Ради УРСР 2—4-го скликань. Кандидат у члени ЦК КПУ в 1952—1960 роках.

## Біографія
Народився у родині коваля. До 1924 року навчався у школі та на педагогічних курсах. З 1924 до 1926 року — вихователь дитячого будинку в селі Губське Тарандинцівського повіту Лубенської округи.
У 1926—1930 роках — навчання в Полтавському інституті народної освіти.
З липня 1930 року працював завідувачем семирічної школи № 5 міста Полтави, з вересня 1930 року — завідувач робітничого факультету Полтавського сільськогосподарського інституту.
У вересні 1931 — березні 1932 року — аспірант Українського науково-дослідного інституту педагогіки. У березні 1932 — листопаді 1936 року — завідувач навчальної частини та викладач соціально-економічних дисциплін Українського науково-дослідного інституту авіадизелів і авіатехніки.
Член ВКП(б) з 1936 року.
У листопаді 1936 — травні 1939 року — викладач історії Харківського пожежного технікуму НКВС.
У 1939 році працював завідувачем відділу пропаганди та агітації районного комітету КП(б)У міста Харкова, завідувачем відділу пропаганди та агітації Харківського міського комітету КП(б)У.
У 1939 — листопаді 1943 року — завідувач сектору культури і освіти відділу пропаганди та агітації ЦК КП(б)У.
Під час німецько-радянської війни в 1941—1943 роках працював в Українському Штабі партизанського руху.
У листопаді 1943 — травні 1945 року — завідувач шкільного відділу (відділу шкіл) ЦК КП(б)У.
У травні — грудні 1945 року — 2-й секретар Львівського обласного комітету КП(б)У.
У грудні 1945 (офіційно з січня 1946) — березні 1948 роках — 2-й секретар Закарпатського обласного комітету КП(б)У.
У квітні 1948 — січні 1949 року — директор Одеського учительського інституту. У січні — серпні 1949 року — секретар Одеського міського комітету КП(б)У.
23 серпня 1949 — 18 лютого 1957 року — міністр освіти Української РСР.
З 1957 року — на пенсії у зв'язку з тривалою хворобою.
У 1958—1964 роках — уповноважений Ради в справах Руської Православної Церкви при Раді Міністрів СРСР по Українській РСР.
Помер у 1992 році.

### Родина
- Син — онколог, доктор медичних наук Вадим Пінчук (1930—1996)[1].
- Онук — біолог, емігрант до США, професор Жіночого університету Міссісіпі Георгій Пінчук (англ. George V. Pinchuk; 1957—2021).
- Невістка — радіобіолог, гематолог, доктор медичних наук Людмила Пінчук (1930—2012).

## Нагороди
- ордени
- орден Трудового Червоного Прапора (23.01.1948)
- медалі
- заслужений працівник культури Української РСР (29.03.1974)